# Friedrich Franz von Thun e Hohenstein
Il conte Friedrich Franz Joseph Michael von Thun e Hohenstein (Tetschen, 8 maggio 1810 – Tetschen, 24 settembre 1881) è stato un diplomatico e nobile austriaco.

## Biografia

### La famiglia e i primi anni
Friedrich Franz era un rampollo della nobile famiglia tirolese dei Thun und Hohenstein. I suoi genitori erano il conte Franz Anton von Thun e Hohenstein (1786–1873) e sua moglie, la contessa Theresia Maria von Brühl (1784–1844). Sua madre era figlia del politico Alois Friedrich von Brühl e nipote del politico Heinrich von Brühl. Suo fratello era Leo von Thun e Hohenstein.
La sorella di Friedrich, Josephine von Thun e Hohenstein (3 ottobre 1815 - 13 marzo 1895) fu un'eccellente pianista e nel 1834 divenne allieva di Frederic Chopin studiando con lui a Parigi; lui le dedicò il suo valzer in La bemolle op. 34 durante il suo soggiorno al castello di Tetschen nel settembre 1835.

### La carriera
Ancora giovanissimo, Friedrich Franz iniziò la sua carriera nel servizio diplomatico austriaco. Dal 1843 al 1847 fu chargée d'affaires a Torino, venendo poi inviato a Stoccolma (1847) ed a Monaco di Baviera (1849). Dal 1850 al 1852 fu rappresentante al Bundestag di Francoforte per conto dell'Austria. Nel Bundestag ebbe dei violenti diverbi con l'ambasciatore prussiano Otto von Bismarck a cui rimase avverso per il resto della sua vita. Nel 1852 venne nominato ambasciatore straordinario in Prussia e, per il suo lavoro di eccellente mediazione, ottenne la Gran Croce dell'Ordine Imperiale di Leopoldo. Nel 1855 servì Radetzky in Lombardia. Tra il 1857 e il 1863, il Thun lavorò come ministro plenipotenziario a San Pietroburgo, dimettendosi in seguito e ritirandosi a vita privata.
Come grande proprietario terriero in Boemia, venne eletto al landtag locale. Dal 1879 divenne membro della Camera dei Signori austriaca, unendosi alle file del partito conservatore.

## Matrimonio e figli
Sposò la contessa Leopoldine von Lamberg, baronessa di Stein e Guttenberg (1825–1902). Il matrimonio venne celebrato a Praga il 15 settembre 1845 e produsse sette figlie e quattro figli. Uno dei suoi figli, Franz, divenne governatore della Boemia e per breve tempo fu anche primo ministro. Altro suo figlio fu il genealogista e storico Jaroslav.

## Ascendenza
|                                         |                    |                                             | Genitori                                     |  |  | Nonni |  |  | Bisnonni                      |  |  | Trisnonni                              |  |
|                                         |                    |                                             |                                              |  |  |       |  |  | Josef von Thun und Hohenstein |  |  | Francis Joseph von Thun und Hohenstein |  |
|                                         |                    |                                             |                                              |  |  |       |  |  | Josef von Thun und Hohenstein |  |  | Francis Joseph von Thun und Hohenstein |  |
|                                         |                    | Maria Philippine von Harrach                |                                              |  |  |       |  |  | Josef von Thun und Hohenstein |  |  |                                        |  |
| Wenzel Josef von Thun und Hohenstein    |                    |                                             |                                              |  |  |       |  |  | Josef von Thun und Hohenstein |  |  |                                        |  |
|                                         |                    | Maria Christiana von Hohenzollern-Hechingen | Hermann Friedrich von Hohenzollern-Hechingen |  |  |       |  |  |                               |  |  |                                        |  |
|                                         |                    | Maria Christiana von Hohenzollern-Hechingen | Hermann Friedrich von Hohenzollern-Hechingen |  |  |       |  |  |                               |  |  |                                        |  |
|                                         |                    | Maria Christiana von Hohenzollern-Hechingen | Maria Josefa zu Oettingen-Spielberg          |  |  |       |  |  |                               |  |  |                                        |  |
| Franz Anton I von Thun und Hohenstein   |                    | Maria Christiana von Hohenzollern-Hechingen |                                              |  |  |       |  |  |                               |  |  |                                        |  |
|                                         |                    | Jan Vincent von Kolowrat-Liebsteinsky       | Norbert Vincent von Kolowrat-Liebsteinsky    |  |  |       |  |  |                               |  |  |                                        |  |
|                                         |                    | Jan Vincent von Kolowrat-Liebsteinsky       | Norbert Vincent von Kolowrat-Liebsteinsky    |  |  |       |  |  |                               |  |  |                                        |  |
|                                         |                    | Jan Vincent von Kolowrat-Liebsteinsky       | Maria Anna von Althann                       |  |  |       |  |  |                               |  |  |                                        |  |
| Maria Anna von Kolowrat-Liebsteinsky    |                    | Jan Vincent von Kolowrat-Liebsteinsky       |                                              |  |  |       |  |  |                               |  |  |                                        |  |
|                                         |                    | Elisabeth von Kolowrat-Krakowsky            | Wilhelm Albert von Kolowrat-Krakowský        |  |  |       |  |  |                               |  |  |                                        |  |
|                                         |                    | Elisabeth von Kolowrat-Krakowsky            | Wilhelm Albert von Kolowrat-Krakowský        |  |  |       |  |  |                               |  |  |                                        |  |
|                                         |                    | Elisabeth von Kolowrat-Krakowsky            | Maria Friederike von Waldstein               |  |  |       |  |  |                               |  |  |                                        |  |
| Friedrich Franz von Thun und Hohenstein |                    | Elisabeth von Kolowrat-Krakowsky            |                                              |  |  |       |  |  |                               |  |  |                                        |  |
|                                         | Heinrich von Brühl | Johann Moritz von Brühl                     |                                              |  |  |       |  |  |                               |  |  |                                        |  |
|                                         | Heinrich von Brühl | Johann Moritz von Brühl                     |                                              |  |  |       |  |  |                               |  |  |                                        |  |
|                                         | Heinrich von Brühl | Erdmuth Sophie von der Heide                |                                              |  |  |       |  |  |                               |  |  |                                        |  |
| Aloys Friedrich von Brühl               | Heinrich von Brühl |                                             |                                              |  |  |       |  |  |                               |  |  |                                        |  |
|                                         |                    | Franziska von Kolowrat-Krakowsky            | Maximilián Norbert Krakowský z Kolowrat      |  |  |       |  |  |                               |  |  |                                        |  |
|                                         |                    | Franziska von Kolowrat-Krakowsky            | Maximilián Norbert Krakowský z Kolowrat      |  |  |       |  |  |                               |  |  |                                        |  |
|                                         |                    | Franziska von Kolowrat-Krakowsky            | Maria Anna Theresia von Stain zu Jettingen   |  |  |       |  |  |                               |  |  |                                        |  |
| Terezie von Brühl                       |                    | Franziska von Kolowrat-Krakowsky            |                                              |  |  |       |  |  |                               |  |  |                                        |  |
|                                         |                    | Wenzel Graf Schaffgotsch                    | Wenzel Ernst Schaffgotsch                    |  |  |       |  |  |                               |  |  |                                        |  |
|                                         |                    | Wenzel Graf Schaffgotsch                    | Wenzel Ernst Schaffgotsch                    |  |  |       |  |  |                               |  |  |                                        |  |
|                                         |                    | Wenzel Graf Schaffgotsch                    | Herula Josepha Kinsky Chlumer                |  |  |       |  |  |                               |  |  |                                        |  |
| Josefa Christine Anna Schaffgotsch      |                    | Wenzel Graf Schaffgotsch                    |                                              |  |  |       |  |  |                               |  |  |                                        |  |
|                                         |                    | Herula Josepha Kinsky Chlumer               | Leopold Ferdinand Kinsky                     |  |  |       |  |  |                               |  |  |                                        |  |
|                                         |                    | Herula Josepha Kinsky Chlumer               | Leopold Ferdinand Kinsky                     |  |  |       |  |  |                               |  |  |                                        |  |
|                                         |                    | Herula Josepha Kinsky Chlumer               | Maria Teresa Capece, IV marchesa di Rofrano  |  |  |       |  |  |                               |  |  |                                        |  |
|                                         |                    | Herula Josepha Kinsky Chlumer               |                                              |  |  |       |  |  |                               |  |  |                                        |  |